# Batalla de Nördlingen (1634)
La batalla de Nördlingen fue una de las batallas más importantes de la guerra de los Treinta Años, librada entre el 5 y el 6 de septiembre del calendario gregoriano (del 26 al 27 de agosto del juliano)  de 1634. La batalla fue también una de las más grandes de la guerra, con unos 58 700 soldados en el campo, donde 25 700 tropas sueco-alemanas bajo el mando de Gustaf Horn y Bernardo de Sajonia-Weimar se enfrentaron a 33 000 tropas de los ejércitos del Cardenal-Infante Fernando y Fernando III de Habsburgo. Concluyó con la victoria decisiva del ejército hispano-imperial sobre el ejército sueco-alemán, lo que supuso el final del dominio del Imperio sueco en el sur de Alemania y precipitó la entrada de la Francia del cardenal Richelieu en la guerra.  
Con la derrota sueca llegaron también las consecuencias inmediatas, que fueron la retirada de Baviera y posteriormente la Paz de Praga. La batalla se considera «el final para Suecia» (en este caso, la fase sueca de la guerra) y, en su mayor parte, para su ejército en Alemania. La entrada de Francia fue ante todo una reacción a la derrota total de los suecos, que les hizo perder todo el territorio que habían conquistado en Baviera y casi todo el progreso que lograron en Alemania.

## Antecedentes
Tras ser derrotados en las batallas de Breitenfeld y Rain, los imperiales intentaron recuperar sus fuerzas y, bajo el mando de Wallenstein, lograron vencer al ejército sueco-alemán de Gustavo Adolfo en la batalla del Alte Veste, a pesar de que Gustavo tenía esperanzas de restaurar su reputación con otra victoria. Posteriormente, el 16 de noviembre de 1632, Wallenstein se enfrentó de nuevo a Gustavo Adolfo en la batalla de Lützen, donde el ejército imperial lograría defender sus posiciones contra el avance sueco hasta la llegada de Pappenheim con sus refuerzos. Lo que sucedió fue un combate sangriento entre la caballería imperial y la sueca, durante el cual murió el rey de Suecia, Gustavo Adolfo. Con este éxito, los imperiales aún se encontraban en una posición difícil, y Wallenstein se vio obligado a retirar su ejército del campo de batalla.
Con la muerte de Gustavo Adolfo, el ejército sueco perdió a su comandante principal, y se quedó con el mando de Gustaf Horn. Aunque esto dio ventaja a los imperiales, el emperador Fernando II del Sacro Imperio Romano Germánico decidiría despedir a su mejor comandante y Wallenstein fue asesinado en febrero de 1634. Con esto, los suecos aún mantenían la ventaja en Alemania y el ejército de Horn pasó a la ofensiva, esta vez con una campaña en el sur de Alemania, principalmente en Wurtemberg y luego Baviera. Al mismo tiempo, el Cardenal-Infante Fernando se encontraba en Italia y, tras unir fuerzas con el Ejército de Alsacia, marchó con su ejército por la ruta alemana hacia los Países Bajos españoles con el motivo de reforzar al futuro emperador Fernando III en Nördlingen, sitiada por el ejército imperial. Con estos acontecimientos, Horn, presionado por Bernardo de Sajonia-Weimar, decidiría enfrentarse al ejército hispano-imperial en Nördlingen, convencido de que contaba con más tropas que los dos Fernandos, aunque en realidad los dos bandos tenían ejércitos similares en número, especialmente más tarde cuando se encontraron en el Albuch.
El ejército de Bernardo se unió al de Horn el 12 de julio. Antes de la batalla, Horn recibió refuerzos de 3400 hombres de Gratz de Scharffenstein y luego llegó otros 6000 a 7000 hombres de la guarnición de Wurtemberg. En total, los suecos contaban 25 700 hombres junto con las fuerzas de Bernardo. En el bando hispano-imperial, el ejército del cardenal-infante, que consistía en unos 15 000 soldados perfectamente equipados, se unió a los 18 000 hombres del ejército imperial, con lo que la cifra ascendió a 33 000 en total. Con estas fuerzas, el ejército sueco-alemán inició su marcha hacia el campo de batalla para enfrentarse al ejército católico.

## Orden de batalla

La reunión de los dos Fernandos en Nördlingen.

Ambos ejércitos se desplegaron en varias secciones, cada uno con sus propios comandantes. El ejército hispano-imperial estaba compuesto por unos 20 000 infantes y 13 000 jinetes. El ejército era muy diverso tanto en tropas como en nacionalidades. Para poder dirigir efectivamente un ejército como aquel, los dos Fernandos decidieron establecer un cuartel general en la colina de Adlerberg, donde podrían mantener discusiones sobre la táctica y la estrategia del ejército junto con el marqués de Leganés, Matthias Gallas y los demás comandantes. El ejército hispano-imperial se desplegaría en tres secciones principales. El ala izquierda cubría la zona del Albuch, el centro iba de Schönfeld a Adlerberg y el ala derecha de Staffelberg a Galgenberg.
En el ala izquierda, el Cardenal-Infante Fernando tenía bajo su mando el tercio español de Idiáquez, los tercios italianos de Toraldo, Guasco y Paniguerola, los regimientos alemanes de Leslie, Salm y Würmser y el regimiento bávaro de Fugger, que sumaban ocho tercios y regimientos de infantería. La caballería consistía en treinta compañías y ocho regimientos de Gambacorta y Piccolomini. En el centro, Leganés tenía el tercio español de Fuenclara, tres tercios italianos y el regimiento napolitano de San Severo, que sumaban cinco tercios y regimientos de infantería. Finalmente, en el ala derecha, Matthias Gallas tenía dos regimientos bávaros y ocho regimientos imperiales de infantería junto con dieciocho regimientos de caballería (incluyendo los siete regimientos croatas).
Al otro lado del campo, el ejército sueco-alemán se desplegaría en dos partes. La izquierda, donde estaban Bernardo de Sajonia-Weimar y Gratz de Scharffenstein, se encargaría de proteger a las tropas de Horn, que se desplegarían a la derecha con el objetivo de tomar el Albuch. Bernardo tenía bajo su mando dieciséis regimientos de caballería de Scharffenstein más cuatrocientos jinetes de su propio regimiento y cuatro brigadas de infantería de Thurn, Cratz, Rosen y Verde, aunque la brigada Verde también incluía el regimiento de infantería de Bernardo (en total, diez regimientos de infantería en cuatro brigadas). A la izquierda de Bernardo había ochocientos dragones de Taupadel y otros quinientos jinetes. En el ala derecha, Horn contaba con diecinueve regimientos de infantería distribuidos en las brigadas escocesa, Vitzhum, Horn, Rantzau, Wurtemberg y Amarilla junto con trece regimientos de caballería comandados por Rostein más otros ochocientos dragones. Con las seis brigadas de Horn, el ejército sueco-alemán tenía veintinueve regimientos de infantería en diez brigadas y al menos de veinte regimientos de caballería más mil seiscientos dragones.

## La batalla

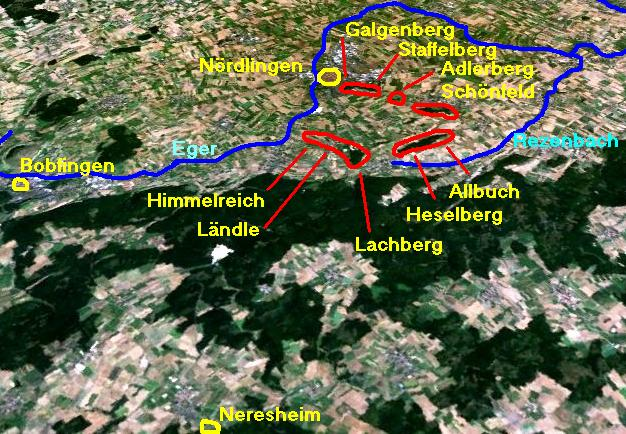
Mapa del campo de batalla y la ubicación de las colinas. Aunque de poca elevación, eran objetivos importantes que marcaban el campo.

### Movimientos iniciales y respuesta
El ejército sueco-alemán salió del campamento al amanecer y comenzó a cruzar el campo con el objetivo de tomar una línea de colinas a dos kilómetros al sur de Nördlingen. De oeste a este, se encontraban las colinas de Himmelreich, el Ländle, el Lachberg, el Hesselberg y el Albuch, esta última posiblemente la más importante. De tomar la colina de Albuch, Horn tendría la ventaja de situarse en el flanco izquierdo del ejército español. Cuando el Cardenal-Infante Fernando advirtió las intenciones de Horn, ordenó rápidamente a sus tropas que ocuparan las colinas hasta el Hesselberg, donde estarían las tropas de varios tercios.
Hacia las 16:00 horas, justo después de que el cardenal-infante emitiera sus órdenes, las tropas al mando de Bernardo de Sajonia-Weimar entraron en contacto con mangas españolas e imperiales en el Himmelreich, que capturaron rápidamente. También ocuparon el Ländle y el Lachberg, pero el avance fue detenido en el Hesselberg por seiscientos mosqueteros de varios tercios más doscientos mosqueteros del tercio de Fuenclara, a los que el cardenal-infante había ordenado reforzar la colina para impedir que las tropas suecas siguieran avanzando.
Leganés había enviado otros doscientos mosqueteros del tercio de Toraldo a la colina de Hesselberg durante los combates iniciales. Los mosqueteros que defendían la elevación bajo el mando del sargento mayor Francisco de Escobar lograron frenar el avance de cuatro mil tropas suecas pese a su inferioridad numérica. Los combates sobre el Hesselberg continuaron hasta las 2:00 del día siguiente, cuando las tropas españolas recibieron finalmente la orden del cardenal-infante de retirarse a la colina de Albuch. Con esta acción dilatoria el cardenal-infante había ganado mucho tiempo para preparar la defensa del Albuch, cuya caída significaría el colapso del flanco izquierdo hispano-imperial.

### El asalto sueco sobre el Albuch

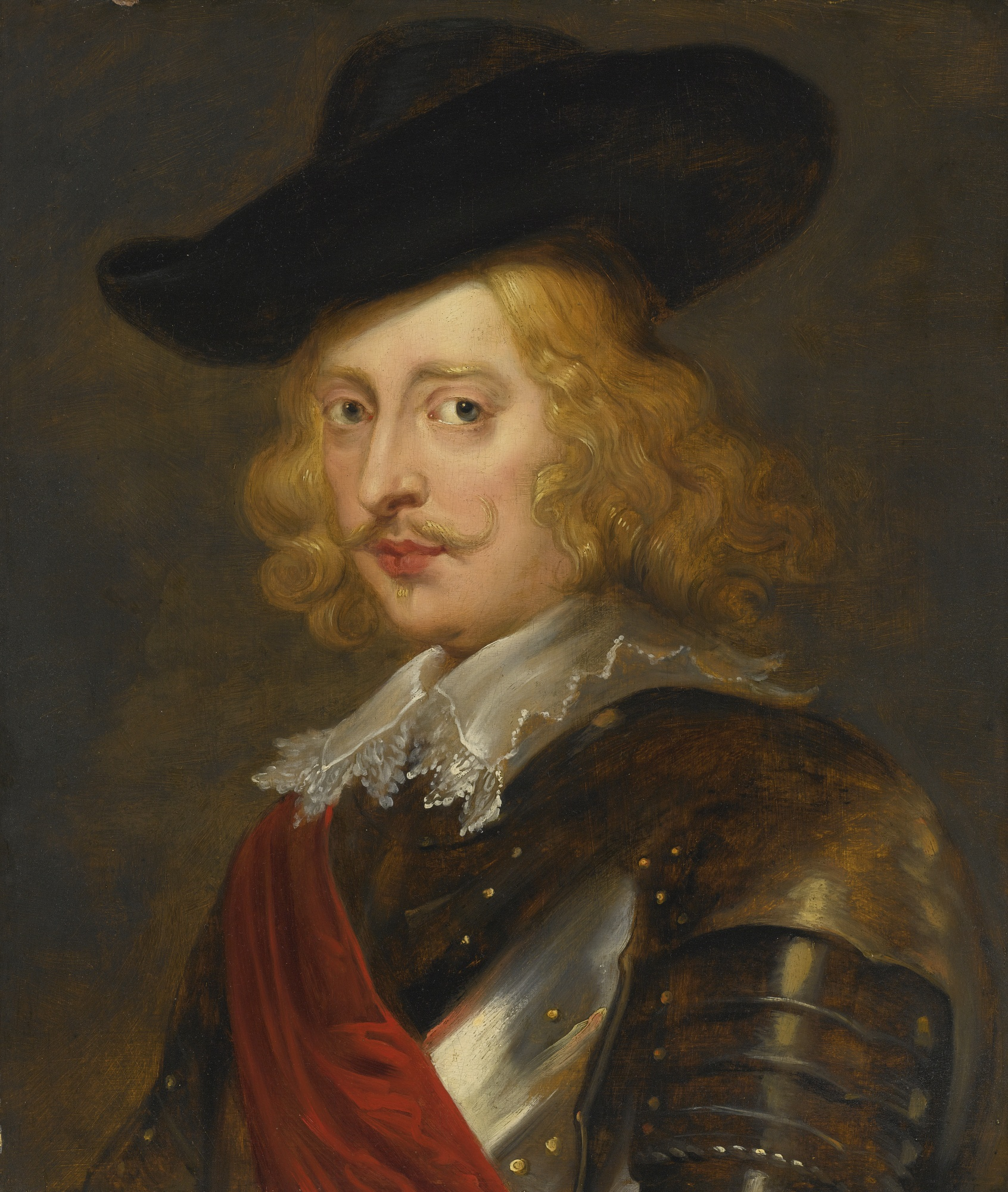
El Cardenal-Infante don Fernando, retratado por Peter Paul Rubens.

El cardenal-infante envió a Serbelloni al Albuch junto con Toraldo y sus napolitanos, que construyeron varias fortificaciones menores durante la noche anterior. Horn contaba con unos 8800 infantes, 4000 jinetes y 800 dragones, con la caballería desplegada en su flanco derecho y la infantería dividida entre cinco brigadas (formadas en escuadrones a la manera sueca, distinta de la de los tercios). En total, Horn tenía bajo su mando 13 600 tropas frente al Albuch. Mientras tanto, el cardenal-infante no quería poner el destino de la batalla en manos de las tropas alemanas, por lo que decidió enviar el tercio de Idiáquez a la colina de Albuch, aunque, tras las protestas de Würmser, acabaría permitiendo a los alemanes desplegarse en primera línea, con los hombres de Idiáquez ocupando la segunda. Con unos 10 000 soldados hispano-bávaros en el Albuch, de los cuales hasta 6600 eran infantes españoles, 1500 eran infantes bávaros y el resto jinetes, contra 13 600 tropas de Horn, los suecos tenían ventaja numérica local. El resto del ejército hispano-imperial ya estaba desplegado desde la colina de Schönfeld hasta el Galgenberg.
El plan de Horn consistía en un asalto de su infantería a las posiciones de las tropas alemanas y la subsiguiente explotación por parte de la caballería de la brecha abierta. Al amanecer el 6 de septiembre, la artillería sueca abrió fuego sobre el Albuch, y a continuación se produjo un asalto general de las brigadas escocesa y Vitzhum junto con tres escuadrones de caballería. Los jinetes sueco-alemanes fueron rápidamente rechazados por la caballería española, pero los regimientos de infantería de Salm y Würmser, relativamente bisoños, cedieron terreno ante las brigadas suecas. La infantería alemana sólo sería capaz de retomar sus posiciones después de que la caballería española la apoyara desde la retaguardia.
Tras un primer asalto fallido, Horn reorganizó sus tropas, y las brigadas de infantería recibieron el apoyo de siete escuadrones de caballería adicionales. En el combate que siguió, la muerte de Würmser y las heridas de Salm hicieron que sus respectivos escuadrones de infantería fueran derrotados por el asalto sueco mientras la caballería española estaba trabada en combate. Con este desarrollo, Horn intentó aprovechar la brecha, pues creía que la victoria era suya. Todavía quedaban el regimiento de Leslie y los tercios de Toraldo e Idiáquez para enfrentarse a los suecos, aunque los alemanes de Leslie y los napolitanos de Toraldo ya estaban en combate contra parte de las fuerzas suecas. Era necesario recapturar el Albuch para el ejército hispano-imperial bajo riesgo de perder la batalla, si esto no se lograba. Serbelloni inició el contraataque desde la retaguardia con las tropas que quedaban, esto es, el tercio español de Idiáquez que el cardenal-infante había mantenido en la segunda línea.

### Contraataque español y la retoma del Albuch

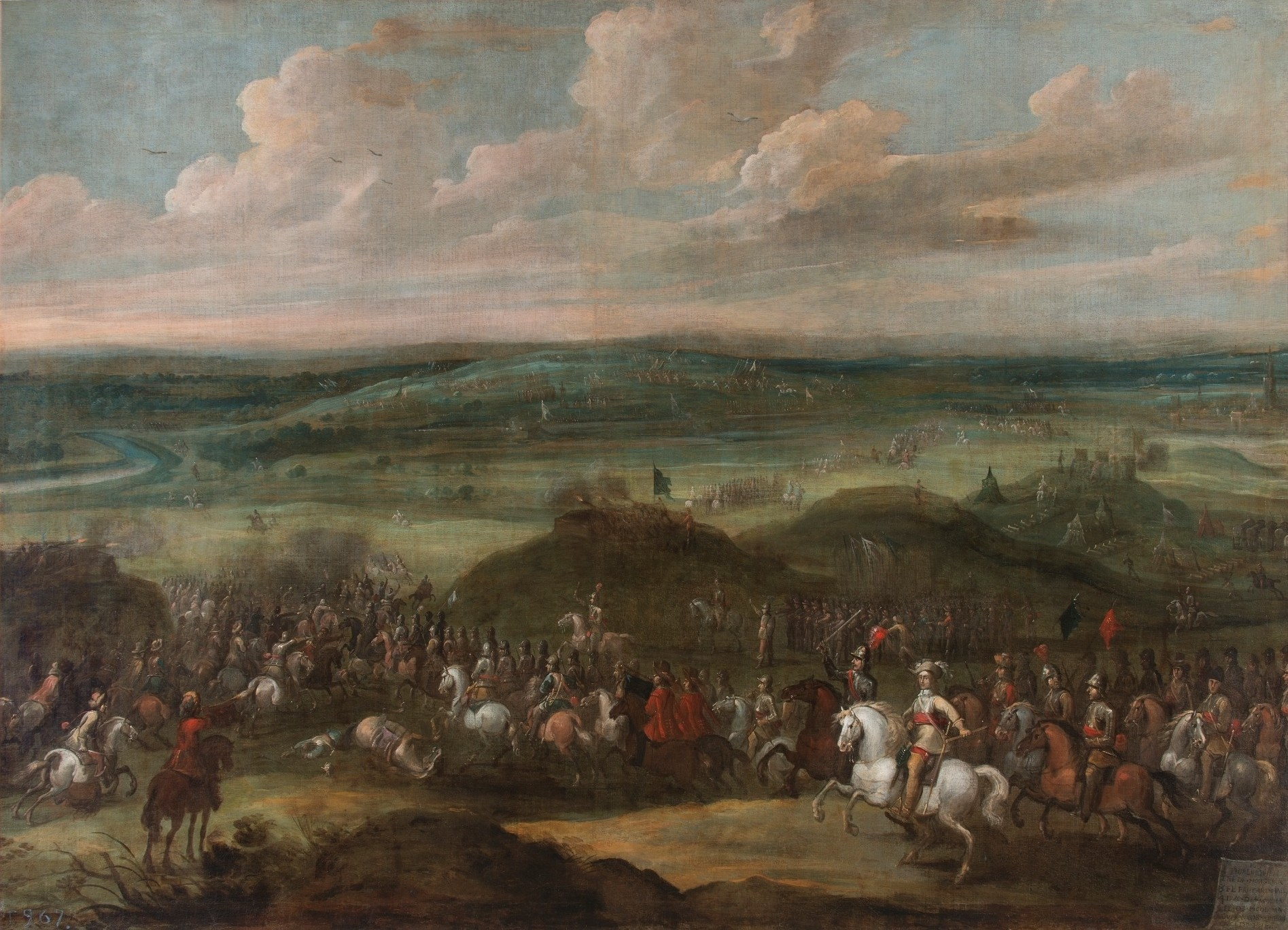
Óleo de la batalla desde el Albuch, donde se ve al Cardenal-Infante con sus tropas.

Viendo la derrota de las tropas alemanas, el tercio de Idiáquez reaccionó y, al calar las picas frente a las tropas derrotadas, evitó una desbandada total de los infantes de Salm y Würmser. Justo después, el cardenal-infante ordenó a la infantería de Idiáquez que avanzase con una manga de arcabuceros por delante para entregar una salva junto a los mosqueteros. Tras la «ruciada», los infantes españoles cargaron contra las dos brigadas suecas, que fueron derrotadas y les permitió recapturar la posición clave del Albuch en menos de una hora a pesar de enfrentarse a formaciones enemigas más numerosas y con mayor potencia de fuego. A las 6:00, las fuerzas españolas habían recuperado el control total del Albuch. Mientras reorganizaba las brigadas escocesa y Vitzhum, Horn envió a su brigada personal y a la brigada Rantzau, junto con algunas compañías de caballería, a atacar de nuevo el centro del Albuch para mantener la presión.
Los tercios de Toraldo e Idiáquez, junto con el regimiento de Leslie, tomaron sus posiciones en preparación contra el renovado asalto sueco. Cuando llegaron los infantes suecos, se enfrentaban a tropas españolas y no a los alemanes derrotados hacía unas horas. Los mosqueteros de Idiáquez habían aprendido a evitar la «salva sueca» y se agachaban cuando los suecos disparaban antes de levantarse para devolver una salva letal a las brigadas suecas. Por lo tanto, los suecos sufrieron muchas bajas. Horn reorganizó a sus hombres para un cuarto ataque, esta vez con las brigadas escocesa, Vitzhum y Wurtemberg (las mismas tropas que llegaron a reforzar su ejército antes de la batalla) junto con la caballería. Al igual que el asalto anterior, éste fracasó ante el intenso fuego de mosquetes mientras la caballería protestante no pudo superar a la española en su enfrentamiento.
Con el ataque fallido, Horn reorganizó de nuevo sus tropas y, a las 7:30, enviaría un mensajero a pedir refuerzos a Bernardo para tomar Albuch, a lo que Bernardo envió la brigada Thurn. En las horas siguientes, Horn siguió enviando sus mejores brigadas con el mismo objetivo de tomar el Albuch, aunque todos los ataques fracasan ante el tercio de Idiáquez a pesar de los esfuerzos de las brigadas Horn, Vitzhum y Thurn. Durante los ataques suecos, Leganés pudo enviar nuevas tropas para reforzar la colina de Albuch, gracias a las reservas que tenía el ejército español. En total, hubo hasta quince asaltos sucesivos tras los refuerzos de la brigada Thurn, aunque todos fracasaron contra las tropas españolas a pesar de que los infantes suecos eran los mejores que tenía Horn, entro ellos su brigada personal, la brigada Amarilla y las otras brigadas veteranas acostumbradas a derrotar unidades enemigas.

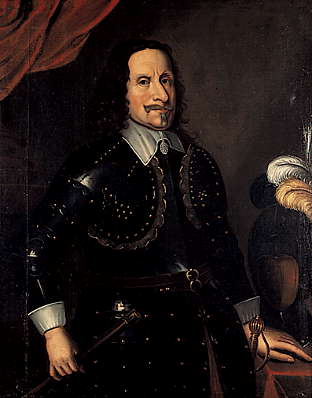
Retrato del comandante principal del ejército sueco, Gustaf Horn.

Mientras continuaban los combates en el Albuch, Bernardo también intentó ocupar al ejército imperial en su flanco izquierdo. Los dragones de Taupadel lograron bloquear a un grupo de croatas que intentaba flanquearlos. Más a la derecha de los dragones, Bernardo avanzó con su primera línea de caballería. Pasó por delante de los escaramuzadores imperiales y alcanzó la línea de caballería católica. Los bávaros reaccionaron con un escuadrón de infantería dando fuego a la caballería de Bernardo. Mientras estaban en desorden por las salvas enemigas, fueron contraatacados por la caballería imperial apoyada por mosqueteros del tercio de Fuenclara y tuvieron que retirarse a sus posiciones anteriores, ya que Bernardo tenía que enviar cinco escuadrones más de caballería para estabilizar la situación.

### Derrota final del ejército sueco-alemán
A las 9:30, Horn y sus hombres estaban exhaustos después de sufrir muchas bajas contra la infantería española. A las 10:00, Horn decidió que había perdido su posición y ordenó la retirada de sus tropas del Albuch. Mientras se retiraban, la caballería de Bernardo cayó desorganizada ante el ataque imperial, lo que dejó aún más expuestas a las tropas de Horn. Tras notar las maniobras de Horn, el cardenal-infante ordenó cuatrocientos arcabuceros y mosqueteros del tercio de Fuenclara junto con el tercio de Idiáquez a la ofensiva, derrotando a los infantes suecos en la colina de Hesselberg. Al mismo tiempo, todo el ejército hispano-imperial carga contra las líneas suecas. El combate que siguió fue una masacre de las tropas suecas que se prolongó a lo largo de varios kilómetros, donde Horn fue capturado en la carga hispano-imperial. Scharffenstein también fue capturado en combate y luego ejecutado por los imperiales. Bernardo escapó gracias a que un dragón le dejó su caballo fresco, aunque la mayor parte del ejército sueco-alemán ya estaba rodeado por todos lados. 
Las bajas sufridas por el ejército sueco-alemán fueron terribles. Murieron 8000 soldados en combate y entre 4000 y 6000 fueron hechos prisioneros, dando la cifra de 12 000 a 14 000 bajas en total y, aunque muchos de los prisioneros volvieron al servicio del futuro emperador Fernando III, una gran cantidad de los hombres capturados luego fueron masacrados por los infantes españoles, donde Hagendorf escribe que «los españoles acabaron con todos». Por el contrario, las bajas hispano-imperiales fueron escasas en comparación con las suecas, en las que se contabilizan hasta 1500 muertos y 2000 heridos en combate, aunque las cifras pueden llegar sólo a 1600 bajas. Después de la batalla, Bernardo llegó a Heilbronn con lo que quedaba del ejército.

## Consecuencias

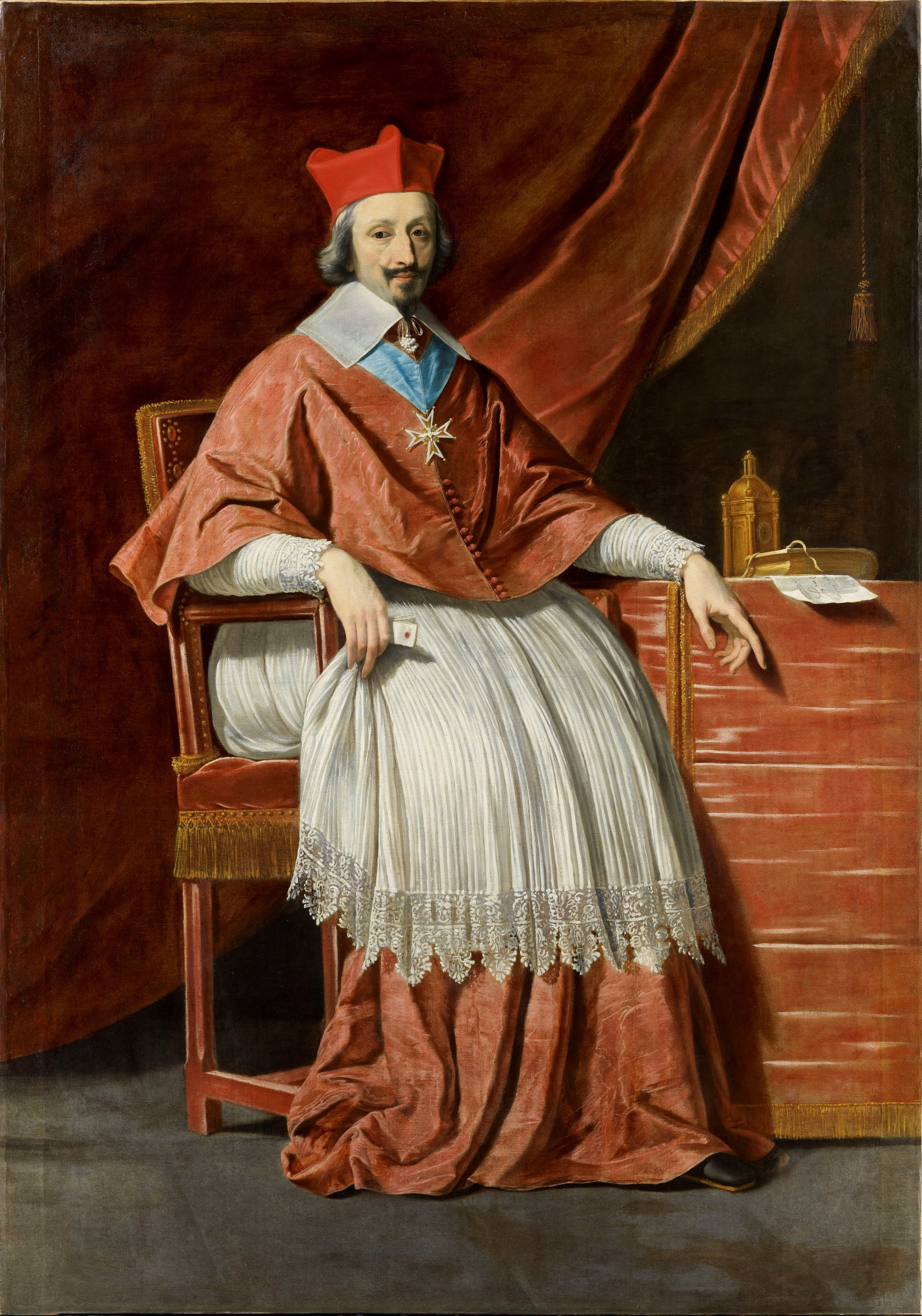
El Cardenal Richelieu, retratado por Philippe de Champaigne, Museo Condé.

Con el ejército sueco-alemán destruido, Nördlingen destruyó efectivamente el poder sueco en el sur de Alemania. Para algunos historiadores, la batalla también se considera «la más importante de la guerra». Van der Essen dice que la batalla «fue ante todo una victoria española» y, fue tan completa que Bernardo luego admitió ante Oxenstierna en Heilbronn que «la desgracia es tan grande que no podría ser mayor». Nördlingen elevó al Cardenal-Infante don Fernando, ya conocido como el Infante-Cardenal, a convertirse en uno de los mejores generales de Europa, y sobre todo España, con la batalla expresamente celebrada por el mundo católico. Tras la batalla, el cardenal-infante continuó  la ruta hacia los Países Bajos españoles, adonde llegó con todos los méritos ganados en Nördlingen.
En diciembre, dos de los principales aliados del Imperio sueco, Sajonia y Hesse-Darmstadt, negociaron un acuerdo de paz con el emperador Fernando II, que posteriormente se formalizó en la Paz de Praga en mayo de 1635. Sin embargo, el colapso de la alianza anti-Habsburgo en Alemania provocó la intervención directa de Francia bajo el cardenal Richelieu. Por lo tanto, la Paz de Praga se considera un punto de inflexión en la guerra de los Treinta Años. En febrero de 1635, el cardenal Richelieu firmó un tratado por el que se acordaba una ofensiva conjunta franco-neerlandesa en los Países Bajos españoles. En los años siguientes, el cardenal-infante demostró aún más su competencia y habilidades como general al derrotar al ejército franco-neerlandés en el sitio de Lovaina, amenazar la propia París durante la campaña de 1636, conquistar varias ciudades clave en los Países Bajos y derrotar a los ejércitos neerlandeses hasta su muerte eventual en 1641, a los 32 años.